# Cameron Dantzler
Cameron Dantzler (Hammond, 3 settembre 1998) è un giocatore di football americano statunitense che milita nel ruolo di cornerback per i Minnesota Vikings della National Football League (NFL).

## Carriera

### Minnesota Vikings
Dantzler al college giocò a football a Mississippi State dal 2016 al 2019. Fu scelto nel corso del terzo giro (89º assoluto) del Draft NFL 2020 dai Minnesota Vikings. Debuttò come professionista nella gara del primo turno contro i Green Bay Packers mettendo a segno 3 tackle. A fine stagione fu inserito nella formazione ideale dei rookie dalla Pro Football Writers Association dopo avere fatto registrare 44 placcaggi e 2 intercetti in 11 presenze, 10 delle quali come titolare.

## Palmarès
- PFWA All-Rookie Team - 2020